# Musée Gustave-Moreau
Musée Gustave-Moreau (Muzeum Gustava Moreaua) je muzeum v Paříži. Nachází se v 9. obvodu v ulici Rue de La Rochefoucauld v bývalém ateliéru symbolistického malíře Gustava Moreaua, jehož život a dílo muzeum prezentuje.

## Historie
V domě č. 14 v Rue de La Rochefoucauld si zřídil ateliér Moreaův učitel François-Édouard Picot, od kterého dům koupili Moreauovi rodiče pro svého syna v roce 1852. Dům byl roku 1896 zvětšen a zvýšen o jedno patro. Gustave Moreau zde žil a pracoval až do své smrti roku 1898. O rok dříve sepsal závěť, ve které odkázal státu dům i s celým příslušenstvím včetně uměleckých děl, aby uchoval svou sbírku v celistvosti. Stát převzal pozůstalost v roce 1902 a dne 14. ledna 1903 bylo muzeum otevřeno pro veřejnost.
Interiéry byly restaurovány v roce 1991 a 2003.

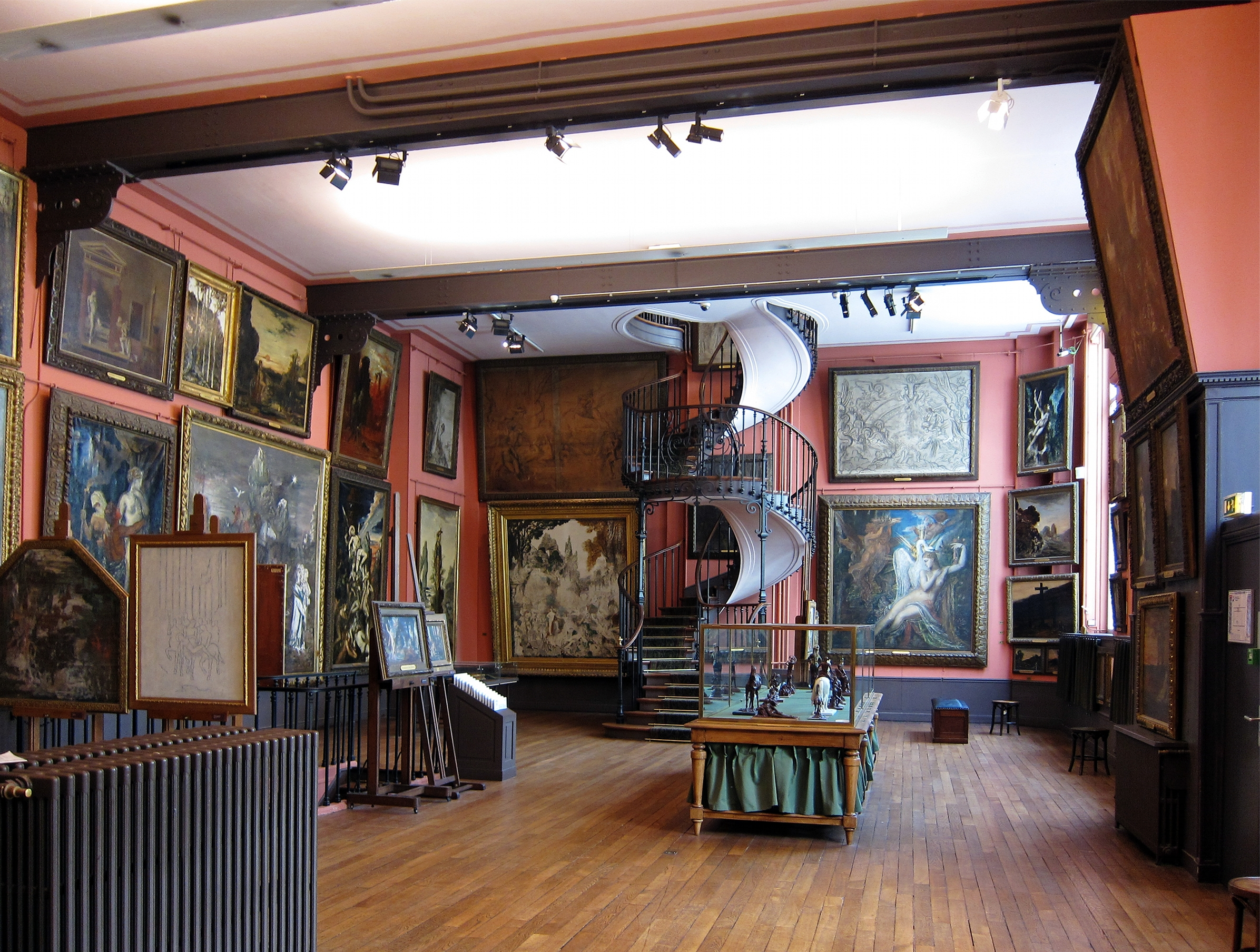
Pohled do expozice

## Sbírky
Muzeum vlastní celkem zhruba 20 000 děl, mezi nimi 850 maleb, 350 akvarelů, přes 13 000 výkresů a kopií, 15 voskových soch a také několik děl jiných umělců, např. portréty Gustava Moreaua od Edgara Degase a Gustava Ricarda, portrét Moreauovy matky od Julese Elie Delaunayho nebo obraz vlámského malíře Jana Fyta.
V prvním patře budovy se nachází malířův byt s jídelnou, pokojem, budoárem, chodbou a knihovnou. Ve druhé patře se rozkládá velký ateliér a ve třetím patře jsou dva malé sály.